# Círculos José Antonio
Círculos Doctrinales José Antonio (CJA) va ser un partit falangista espanyol. Fundats el 1960 com associació, tenien com a objectiu mantenir l'ortodòxia falangista, oposar-se a capitalisme i reorganitzar la FE de las JONS. Els CJS van acusar al franquisme de tergiversar i deformar el nacionalsindicalisme. Des de 1960 van estar dirigits pel «camisa vieja» Luis González Vicén., Van editar el butlletí Es Así (1962), el qual va ser segrestat i prohibit per la dictadura franquista, i els cercles van entrar en un període de repressió i crisi dels quals no es van recuperar fins que en 1965 Diego Márquez Horrillo va ser escollit cap del Cercle de Madrid i es va procedir a la reorganització.—
En 1970 va organitzar les denominades Juntes Promotores de la Falange Espanyola per si s'aprovava la reglamentació de les associacions polítiques. L'abril del 1972 es va constituir a Madrid la Junta Nacional de Comandament dels Cercles José Antonio i la Junta Promotora Nacional de Falange Espanyola de les JONS sota a presidència de Diego Márquez Horrillo para donar una estructura als diversos cercles locals, que en 1974 eren 82. Al març de 1977 es van constituir com a partit polític, i dos dies després celebraren el seu Congrés Constituent.
Els CJA van concórrer a les eleccions de 1977 dins de la coalició Alianza Nacional «18 de Julio», encara que van collir un rotund fracàs. Van participar en les eleccions generals de març de 1979 integrats dins la coalició «Unión Nacional». El 28 d'abril de 1979 es va integrar en la Falange Española de las JONS.